# Kenta Furube
Kenta Furube (古部 健太 Furube Kenta?, nacido el 30 de noviembre de 1985 en Hyogo) es un futbolista japonés que se desempeña como defensa.

## Trayectoria

### Clubes
| Club                | País  | Año         |
| ------------------- | ----- | ----------- |
| Yokohama F. Marinos | Japón | 2008 - 2009 |
| Zweigen Kanazawa    | Japón | 2009 - 2011 |
| V-Varen Nagasaki    | Japón | 2012 - 2015 |
| Avispa Fukuoka      | Japón | 2016        |
| V-Varen Nagasaki    | Japón | 2017        |
| Montedio Yamagata   | Japón | 2018 -      |

## Estadística de carrera

### J. League
| Club                | Año   | J. League | J. League | Copa J. League | Copa J. League | Total | Total |
| Club                | Año   | Part.     | Goles     | Part.          | Goles          | Part. | Goles |
| ------------------- | ----- | --------- | --------- | -------------- | -------------- | ----- | ----- |
| Yokohama F. Marinos | 2008  | 0         | 0         | 0              | 0              | 0     | 0     |
| Yokohama F. Marinos | 2009  | 0         | 0         | 0              | 0              | 0     | 0     |
| V-Varen Nagasaki    | 2013  | 37        | 1         | -              | -              | 37    | 1     |
| V-Varen Nagasaki    | 2014  | 39        | 4         | -              | -              | 39    | 4     |
| V-Varen Nagasaki    | 2015  | 41        | 3         | -              | -              | 41    | 3     |
| Avispa Fukuoka      | 2016  | 4         | 0         | 3              | 0              | 7     | 0     |
| V-Varen Nagasaki    | 2017  | 10        | 0         | -              | -              | 10    | 0     |
| Total               | Total | 131       | 8         | 3              | 0              | 134   | 8     |